# Rana Foroohar
Rana Aylin Foroohar (née Dogar; geboren op 4 maart 1970) is een Amerikaanse auteur, economisch journalist en eindredacteur bij de Financial Times. Ze is ook global economic analyst bij CNN. 
Foroohar studeerde in 1988 af aan de Frankfort Senior High School. Haar vader Aygen Erol Dogar is een Turkse immigrant en een ingenieur die een klein productiebedrijf begon in het Midwesten. Haar moeder Ann was onderwijzeres en zelf de dochter van immigranten uit Zweden en Engeland. In 1992 studeerde Foroohar af aan Barnard College met een B.A. in Engelse literatuur.
Foroohar werkte dertien jaar bij Newsweek, als redacteur economie en buitenlandse zaken en als correspondent in Londen voor Europa en het Midden-Oosten, en vervolgens zes jaar bij Time magazine, als assistent-eindredacteur en economisch columnist. Voor haar journalistieke werk ontving ze verschillende prijzen.

## Persoonlijk leven
Foroohar's eerste echtgenoot was Kambiz Foroohar, een Iraans-Britse journalist bij Bloomberg. Haar man is schrijver John Sedgwick. Ze schreef over haar schoonvader, Robert Minturn Sedgwick, een beleggingsprofessional die waarschuwde voor de nadelen van actief beheerde fondsen, in Makers and Takers. 